# Ulrica Frederica Guilhermina de Hesse-Cassel
Ulrica Frederica Guilhermina de Hesse-Cassel (em alemão: Ulrike Friederike Wilhelmine; Kassel, 31 de outubro de 1722 - Eutin, 28 de fevereiro de 1787) foi um membro da Casa de Hesse-Cassel por nascimento e duquesa-consorte de Oldemburgo desde 1774 até à morte do marido em 1785.

## Família
Ulrica era a segunda filha do conde Maximiliano de Hesse-Cassel e da condessa Frederica Carlota de Hesse-Darmstadt. Os seus avós paternos eram o conde Carlos I de Hesse-Cassel e a princesa Maria Amália da Curlândia. Os seus avós maternos eram o conde Ernesto Luís de Hesse-Darmstadt e a condessa Doroteia Carlota de Brandemburgo-Ansbach.

## Casamento e descendência
Ulrica casou-se com o príncipe Frederico Augusto de Holstein-Gottorp que depois se tornaria duque de Oldemburgo. Juntos tiveram três filhos:
- Guilherme I de Oldemburgo (3 de janeiro de 1754 - 2 de julho de 1823), sem descendência.
- Luísa de Holstein-Gottorp (2 de outubro de 1756 - 31 de julho de 1759)
- Edviges de Holstein-Gottorp (22 de março de 1759 - 20 de junho de 1818), casada com o rei Carlos XIII da Suécia; sem descendência.